# Manuel Giménez Fernández
Manuel Giménez Fernández (Sevilla, 6 de mayo de 1896-Sevilla, 27 de febrero de 1968) fue un académico y político español, propagandista católico, miembro de la Confederación Española de Derechas Autónomas (CEDA) durante la II República, llegó a ser ministro de Agricultura. Tras la Guerra Civil, encabezó uno de los dos partidos de oposición demócrata cristiana a la dictadura de Franco.

## Biografía
Nacido el 6 de mayo de 1896 en Sevilla, en el seno de una familia de clase media de orígenes modestos dedicada al comercio de tejidos. Era hijo de Manuel Giménez Teruel (Ajamil de Cameros, Logroño) y Carmen Fernández y Guerra-Márquez. Desde los diez años cursó el bachillerato con los jesuitas del Puerto de Santa María (Cádiz) y Villasís (Sevilla). Desde niño pertenecía a la congregación de los Luises, dependiente de la Compañía de Jesús. De una adolescencia con significación carlista, ingresa con dieciocho años en la Asociación Católica Nacional de Propagandistas (ACNdP). Llegará a ser miembro destacado de la Liga Católica sevillana.
Ingresa en 1912 en la Universidad de Sevilla donde estudia simultáneamente Filosofía y Letras (sección Historia) y Derecho. Una vez finalizadas ambas, entre 1915 y 1917, y con sendos premios extraordinarios, comienza a trabajar de pasante para el bufete de José María López-Cepero y como profesor auxiliar, por oposición, en la Universidad de Sevilla.
El 19 de enero de 1921, contrae matrimonio en la capilla de San Luis Gonzaga (Sevilla) con Ana María Clavijo Peñarrocha, de cuyo matrimonio nacieron ocho hijos. En febrero de 1922 es elegido por primera vez concejal del Ayuntamiento de Sevilla. Poco después, el 23 de octubre, se doctoraría con la tesis titulada Contribución al estudio del moderno Derecho Electoral en la Universidad Central de Madrid.
Fue catedrático de Derecho Canónico en la Universidad de Sevilla desde 1924; ese mismo año inició su carrera política como concejal en el ayuntamiento de la ciudad llegando a ser su teniente de alcalde.
Tras proclamarse la Segunda República participará en las elecciones de 1933 resultando elegido por la circunscripción de Badajoz, tras lo cual se integrará en la CEDA posicionándose en su ala más liberal y progresista. Ministro de Agricultura entre el 4 de octubre de 1934 y el 3 de abril de 1935 en el gobierno presidido por Alejandro Lerroux, su política de moderadas reformas forzará su dimisión. Dimitió a causa de una propuesta de Ley de Reforma Agraria que provocó la hostilidad del Bloque Nacional de Calvo Sotelo, el cual se oponía a la tarea reformista del ministro, que enarbolaba la doctrina social de la Iglesia para justificarla. Según la prensa republicana, el diputado carlista José María Lamamié de Clairac habría llegado a exclamar en los pasillos de las cortes: «Si su señoría se propone apoderarse de nuestras tierras apoyándose en encíclicas, nos haremos cismáticos», aunque según el historiador Víctor Manuel Arbeloa solo se trataría de un bulo que se propagó por entonces, cuyo origen estaría en la comparación que Lamamié hizo del ministro cedista con el republicano Marcelino Domingo: "Lo mismo me da que aquí trajera don Marcelino Domingo su ley de intensificación de cultivos en virtud de unos principios socialistas, o que se haya aprobado la ley de yunteros invocando unos principios cristianos".
En las elecciones de 1936 fue nuevamente elegido diputado a Cortes, en esta ocasión por la circunscripción de Segovia. Pese a su afiliación política no apoyó el golpe de Estado de julio, lo que estuvo a punto de costarle la vida. Giménez estaba en la localidad andaluza de Chipiona, de vacaciones, cuando estalló la Guerra Civil. En esa localidad fue confinado (“residencia forzosa gubernativa”) hasta el mes de abril de 1939. Parece ser que estuvo a punto de morir, víctima de un grupo de falangistas primero, y unos requetés, unos días después. Fue el general Queipo de Llano quien acabó con tal situación. Agradecido a Queipo, Giménez se comprometió a no contactar con José María Gil Robles, lo que supuso su neutralización política hasta 1943, año en el que el general le liberó de su compromiso.
El 24 de marzo de 1941, la Comisión de Cultura y Enseñanza de la Junta Técnica del Estado acuerda su reingreso en el servicio activo como catedrático de Derecho Canónico de la Universidad de Sevilla. Sin embargo, a pesar de esta connivencia con el nuevo régimen, pronto derivó hacia posiciones críticas al mismo, militando en fuerzas clandestinas de la democracia cristiana.
Posteriormente se distanció políticamente de Gil Robles, lo que dio lugar a que creara el partido ilegal Izquierda Demócrata Cristiana que agrupó, entre otros, a significativos juristas de la oposición al franquismo, que ganaron elecciones en el seno de colegios de abogados, mantuvieron una relación operativa con dirigentes emplazados en el exilio, impulsaron y suscribieron el pacto "Unión de Fuerzas Democráticas" y promovieron junto con las restantes fuerzas de la oposición la denominada "Unión de Fuerzas Democráticas" que impulsó el Congreso de Múnich en 1962. Izquierda Demócrata Cristiana, como su nombre indica, estaba emplazada algo más a la izquierda que la Democracia Social Cristiana de su antiguo jefe de filas. Dedicado a la docencia universitaria, «ejerció una influencia decisiva en sus alumnos universitarios, algunos de ellos —como Felipe González— destacados protagonistas de la transición política española a la democracia.»
Falleció en Sevilla el 27 de febrero de 1968.

## Política y pensamiento
Inicialmente vinculado a la facción de Ángel Ossorio dentro del maurismo, durante la Segunda República se distinguió como un diputado anómalo dentro de la CEDA, adscrito a posiciones de centro político. Su propuesta de reforma agraria polarizó a la coalición en defensores y detractores de esta, valiéndole recibir los apelativos de «bolchevique blanco» y «marxista disfrazado».
Según Hugh Thomas, su costumbre de invocar encíclicas papales para defender sus proyectos enfurecía a muchos.
En su vertiente de historiador se declaraba seguidor de una línea teísta, interpretando algunos acontecimientos históricos como premios o castigos del Dios cristiano.
Posiblemente su frase más famosa sea: "No tengo nada contra los obispos españoles, salvo dos cosas: no creen en Dios y no han hecho el bachillerato".